# Tony Bond (cầu thủ bóng đá, sinh năm 1888)
Anthony "Tony" Bond (sinh năm 1888) là một cầu thủ bóng đá người Anh thi đấu ở vị trí outside right.

## Sự nghiệp
Sinh ra ở Preston, Bond thi đấu cho Ashton Town, Bradford City và Lancaster Town. Đối với Bradford City, ông có 1 lần ra sân ở Football League.